# Nanocon de carboni

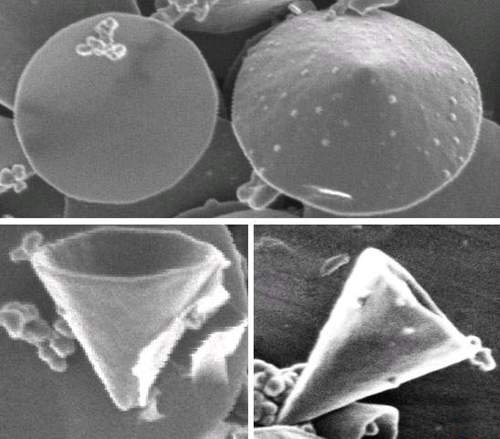
Imatges SEM d'un disc de carboni (imatge superior esquerra) i nanocons de carboni buits independents produïts per piròlisi de petroli pesant en el procés Kvaerner de negre de carboni i hidrogen. El diàmetre màxim és d'aproximadament 1 micròmetre.

Els nanocons de carboni són estructures còniques fetes predominantment de carboni i que tenen almenys una dimensió de l'ordre d'un micròmetre o més petita. Els nanocons tenen una alçada i un diàmetre de base del mateix ordre de magnitud; això els distingeix dels nanofils amb punta, que són molt més llargs que el seu diàmetre. Els nanocons es produeixen a la superfície del grafit natural. Els nanocons de carboni buits també es poden produir descomponent hidrocarburs amb una torxa de plasma. La microscòpia electrònica revela que l'angle d'obertura (àpex) dels cons no és arbitrari, sinó que té valors preferits d'aproximadament 19°, 39°, 60°, 85° i 113°. Aquesta observació es va explicar mitjançant un model de la paret del con composta per làmines de grafè embolicades, on el requisit geomètric d'una connexió sense fissures tenia en compte, de manera natural, el caràcter semidiscret i els valors absoluts de l'angle del con. Una nanoforma de carboni relacionada és la nanohorna de carboni de paret simple, que normalment forma agregats de 80 a 100 nm de mida.

## Cons buits independents

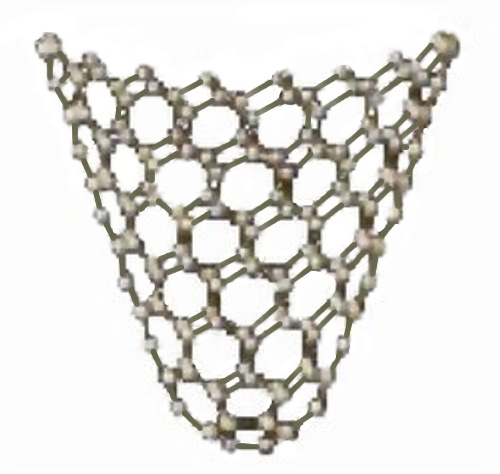
Model atòmic d'un con amb un angle vèrtex de 38,9°.

### Història i síntesi
Els nanocons de carboni es produeixen en un procés industrial que descompon els hidrocarburs en carboni i hidrogen amb una torxa de plasma que té una temperatura de plasma superior a 2000 °C. Aquest mètode sovint es coneix com a procés de negre de carboni i hidrogen de Kvaerner (CBH) i és relativament "lliure d'emissions", és a dir, produeix una quantitat força petita de contaminants atmosfèrics. En certes condicions ben optimitzades i patentades, el carboni sòlid produït consisteix en aproximadament un 20% de nanocons de carboni, un 70% de discs plans de carboni i un 10% de negre de carboni.
La descomposició d'hidrocarburs assistida per plasma és coneguda i aplicada des de fa temps, per exemple, per a la producció de ful·lerens de carboni. Fins i tot si no està optimitzat, produeix petites quantitats de nanocons de carboni, que ja s'havien observat directament amb un microscopi electrònic el 1994, i la seva estructura atòmica es va modelar teòricament el mateix any.

### Modelatge

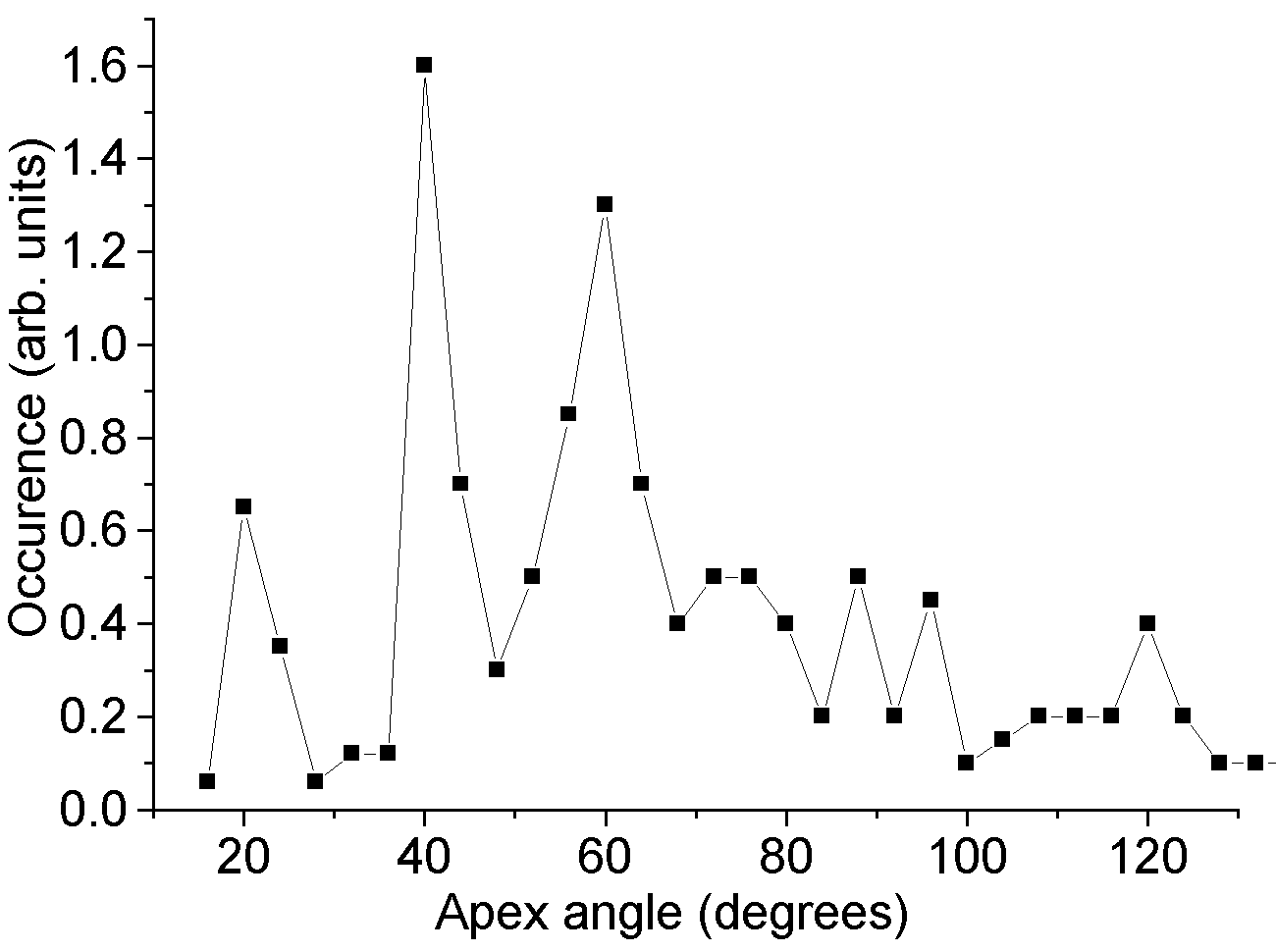
Distribució estadística dels valors de l'àpex mesurats sobre 1700 nanocons buits.

El con de carboni obert es pot modelar com una làmina de grafè embolicada. Per tal de tenir un embolcall sense costures i sense tensió, cal tallar un sector del full. Aquest sector hauria de tenir un angle de n×60°, on n = 1, ... , 5. Per tant, l'angle del con resultant només hauria de tenir certs valors discrets α = 2 arcsin(1 − n /6) = 112,9°, 83,6°, 60,0°, 38,9°, i 19,2° per a n = 1, ... , 5, respectivament. La làmina de grafè està composta únicament d'hexàgons de carboni, que no poden formar una capa cònica contínua. Igual que en els ful·lerens, s'han d'afegir pentàgons per formar una punta de con corba, i el seu nombre és corresponentment n = 1, ..., 5.

### Observació
Les observacions de microscòpia electrònica confirmen la predicció del model d'angles de con discrets, tot i que cal tenir en compte dos artefactes experimentals: la càrrega de les mostres de carboni mal conductores sota el feix d'electrons, que desdibuixa les imatges, i que les observacions de microscòpia electrònica a una inclinació fixa de la mostra només donen una projecció bidimensional, mentre que es requereix una forma 3D. El primer obstacle es supera recobrint els cons amb una capa metàl·lica d'uns pocs nanòmetres de gruix. El segon problema es resol mitjançant una anàlisi de formes geomètriques. Combinat amb estadístiques significatives sobre el nombre de cons, produeix angles d'àpex semidiscrets. Els seus valors es desvien de la predicció en aproximadament un 10% a causa de la limitada precisió de la mesura i la lleugera variació del gruix del con al llarg de la seva longitud.

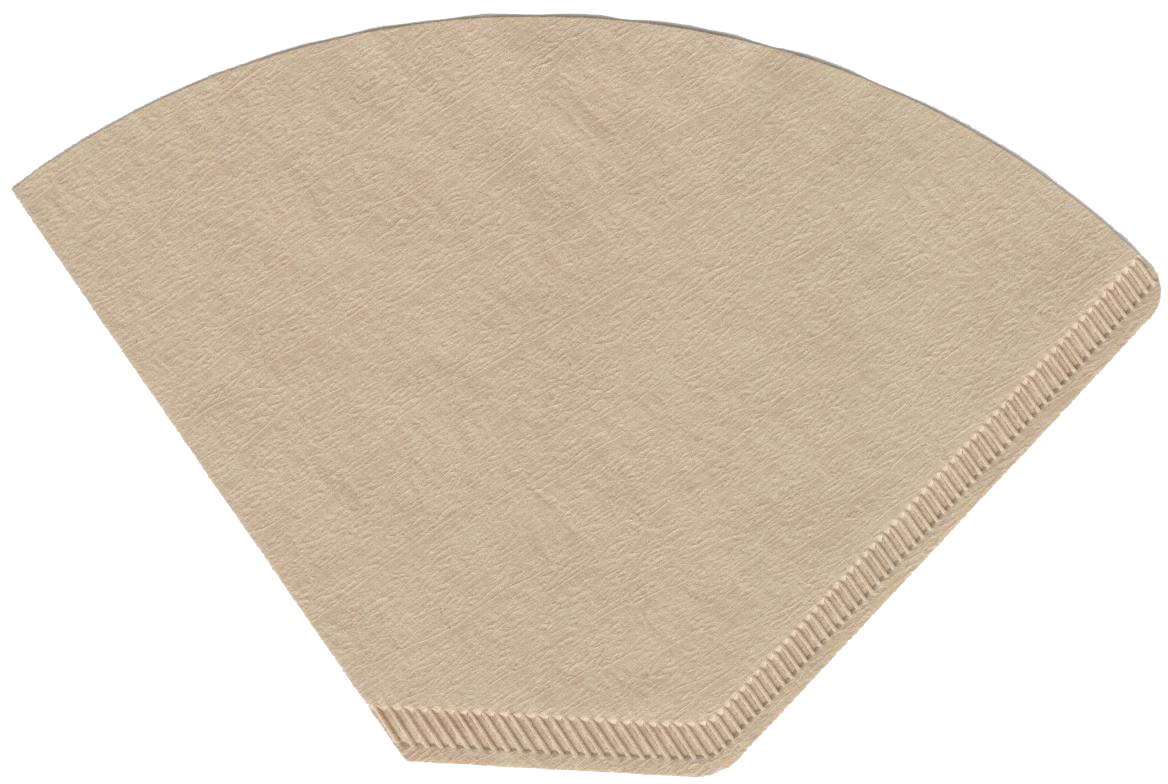
Imatge d'un filtre de cafè que il·lustra una de les estructures anòmales en el creixement del nanocon de carboni.

El gruix de la paret del con varia entre 10 i 30 nm, però pot arribar a ser de fins a 80 nm per a alguns nanocons. Per elucidar l'estructura de les parets del con, es van enregistrar patrons de difracció d'electrons en diferents orientacions del con. La seva anàlisi suggereix que les parets contenen entre un 10 i un 30% de material ordenat cobert de carboni amorf. La microscòpia electrònica d'alta resolució revela que la fase ordenada consisteix en capes de grafè gairebé paral·leles. La fracció amorfa es pot convertir en grafit ben ordenat mitjançant el recuit dels cons a temperatures properes als 2700 °C.
La característica destacable dels nanocons de carboni oberts produïts pel procés CBH és la seva forma gairebé ideal, amb parets rectes i bases circulars. També s'observen cons no ideals, però són excepcions. Una d'aquestes desviacions era un con "doble", que semblava com si un con comencés a créixer des de la seva punta amb un cert angle de l'àpex (per exemple, 84°), però després canviava bruscament l'angle de l'àpex (per exemple, a 39°) en un sol punt de la seva superfície, produint així una ruptura en la secció transversal observada del con. Una altra anomalia era un con amb l'àpex estès des d'un punt fins a un segment de línia, com en el filtre de cafè expandit (la forma plana es mostra a la imatge).

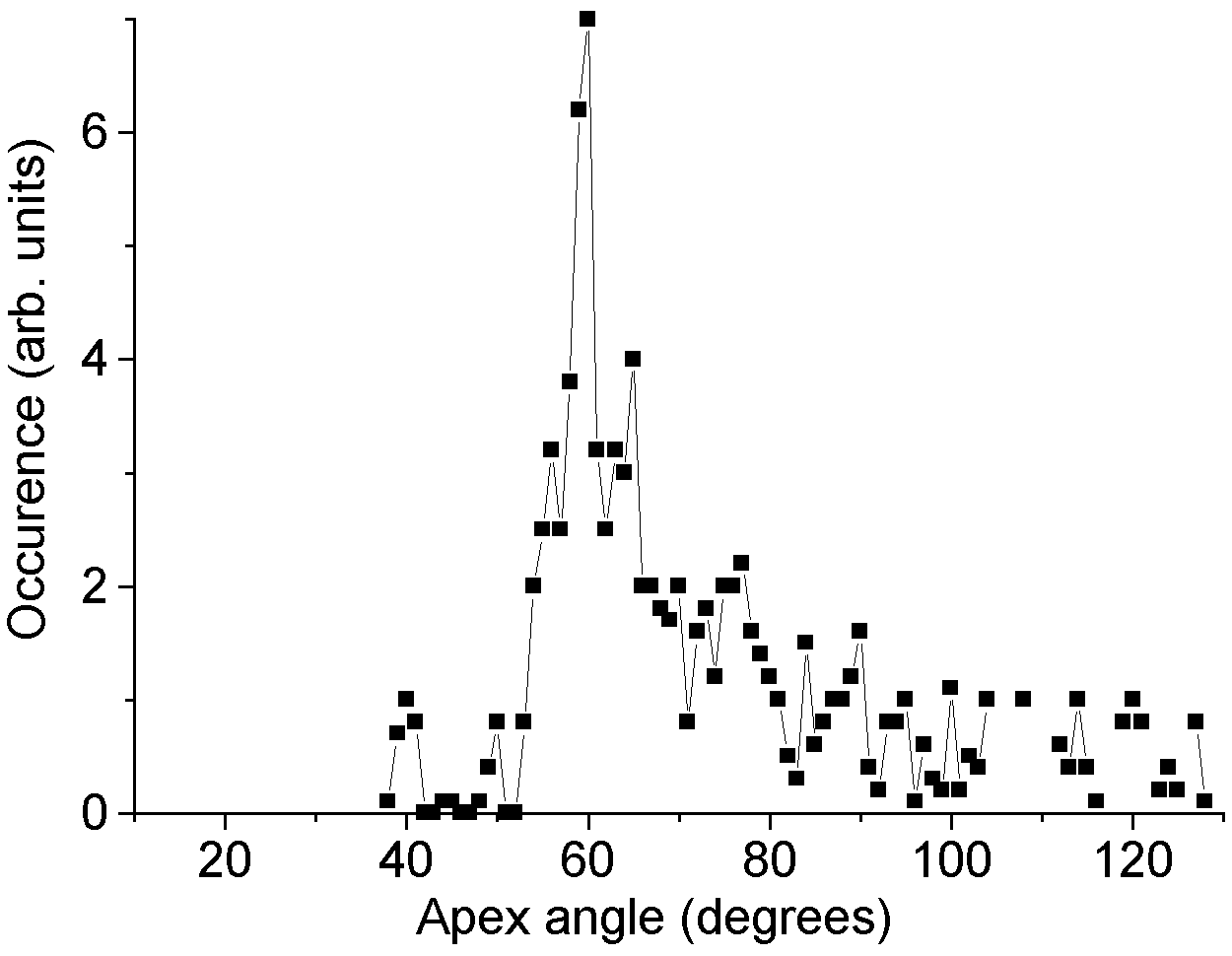
Distribució estadística dels valors de l'àpex mesurats en 554 cons cultivats sobre grafit natural.

## Altres cons
També s'han observat cons de carboni, des del 1968 o fins i tot abans, a la superfície del grafit natural. Les seves bases estan unides al grafit i la seva alçada varia entre menys d'1 i 40 micròmetres. Les seves parets sovint són corbes i menys regulars que les dels nanocons fabricats al laboratori. La distribució del seu angle àpex també mostra una característica forta a 60°, però altres pics esperats, a 20° i 40°, són molt més febles, i la distribució és una mica més àmplia per a angles grans. Aquesta diferència s'atribueix a la diferent estructura de les parets dels cons naturals. Aquestes parets són relativament irregulars i contenen nombrosos defectes lineals (disclinacions en falca positiva). Això redueix el requisit angular d'un con sense fissures i, per tant, amplia la distribució angular.

## Aplicacions potencials

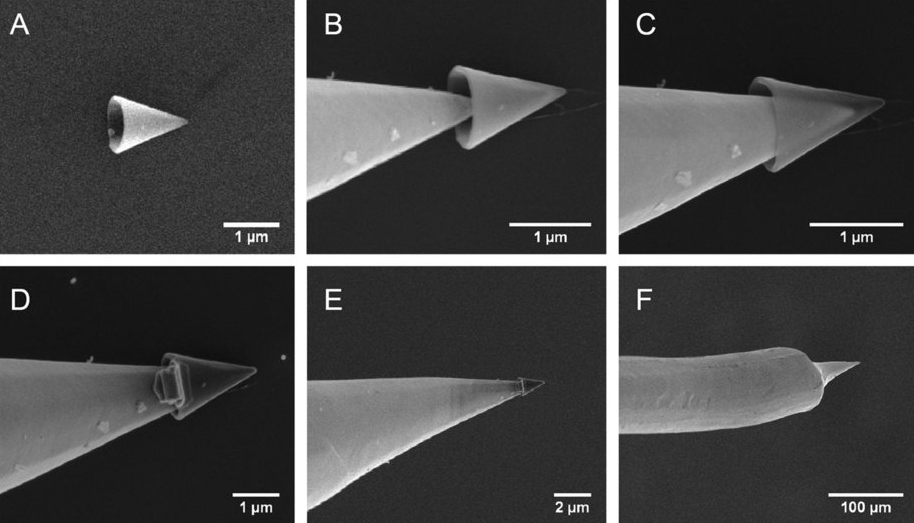
Micrografies electròniques seqüencials que mostren el procés de tancar una agulla d'or amb un nanocon de carboni CBH (a dalt a l'esquerra)

S'han utilitzat nanocons de carboni per tapar agulles d'or ultrafines. Aquestes agulles s'utilitzen àmpliament en la microscòpia de sonda d'escaneig a causa de la seva alta estabilitat química i conductivitat elèctrica, però les seves puntes són propenses al desgast mecànic a causa de l'alta plasticitat de l'or. Afegir una fina tapa de carboni estabilitza mecànicament la punta sense sacrificar les seves altres propietats.